# Altmarks voetbalkampioenschap 1932/33
In 1932/33 werd het zeventiende Altmarks voetbalkampioenschap gespeeld, dat georganiseerd werd door de Midden-Duitse voetbalbond. De competitie van Jeetze werd nu volledig geïntegreerd in de competitie van Altmark.
Singer Wittenberge werd kampioen en plaatste zich zo voor de Midden-Duitse eindronde. De club verloor meteen van FC Viktoria 1903 Zerbst.
Na dit seizoen kwam de Nationaalsocialistische Duitse Arbeiderspartij aan de macht en werd de competitie grondig geherstructureerd. De overkoepelende voetbalbonden werden afgeschaft en ruimden plaats voor 16 Gauliga's. De clubs uit Altmark werden te licht bevonden voor de Gauliga Mitte en werden niet geselecteerd. Ook in de volgende jaren zou geen van de clubs de promotie behalen. Ook werden enkele geografische correcties uitgevoerd. De clubs uit Wittenberge, een grensstad uit Brandenburg, speelden hun hele bestaan in de Midden-Duitse competitie, maar werden nu overgeheveld naar de zwaardere Gauliga Berlin-Brandenburg. Het is niet bekend of zij daar in de tweede of derde divisie moesten aantreden. Om een onbekende reden mocht enkel nummer vijf, Viktoria Stendal, in de Bezirksklasse spelen, die nu de tweede klasse werd. 

## Gauliga
| Plaats | Club                         | Wed. | W  | G | V  | Saldo  | Ptn.  |
| ------ | ---------------------------- | ---- | -- | - | -- | ------ | ----- |
| 1.     | Singer TuSV Wittenberge 1926 | 20   | 15 | 3 | 2  | 60:29  | 33:7  |
| 2.     | FC Saxonia 1907 Tangermünde  | 20   | 14 | 1 | 5  | 68:35  | 29:11 |
| 3.     | SV Wustrow                   | 20   | 11 | 3 | 6  | 47:27  | 25:15 |
| 4.     | FV Fortuna Tangermünde       | 20   | 11 | 2 | 7  | 39:23  | 24:16 |
| 5.     | FC Viktoria 1909 Stendal     | 20   | 9  | 5 | 6  | 54:37  | 23:17 |
| 6.     | SC Herta Wittenberge         | 20   | 9  | 3 | 8  | 45:46  | 21:19 |
| 7.     | Stendaler BC 1910            | 20   | 8  | 3 | 9  | 38:35  | 19:21 |
| 8.     | FC 1909 Salzwedel            | 20   | 6  | 5 | 9  | 45:51  | 17:23 |
| 9.     | VfL Gardelegen               | 20   | 6  | 5 | 9  | 43:52  | 17:23 |
| 10.    | SC Minerva 1909 Wittenberge  | 20   | 5  | 1 | 14 | 32:60  | 11:29 |
| 11.    | SV 1888 Wittenberge          | 20   | 0  | 1 | 19 | 25:101 | 1:39  |

|  | Kampioen, geplaatst voor Midden-Duitse eindronde en speelt volgend jaar in competitie van Berlin-Brandenburg |
|  | Speelt volgend jaar in competitie van Berlin-Brandenburg                                                     |
|  | Geplaatst voor Bezirksklasse Magdeburg-Anhalt 1933/34                                                        |
|  | Degradatie                                                                                                   |